# 红咖喱

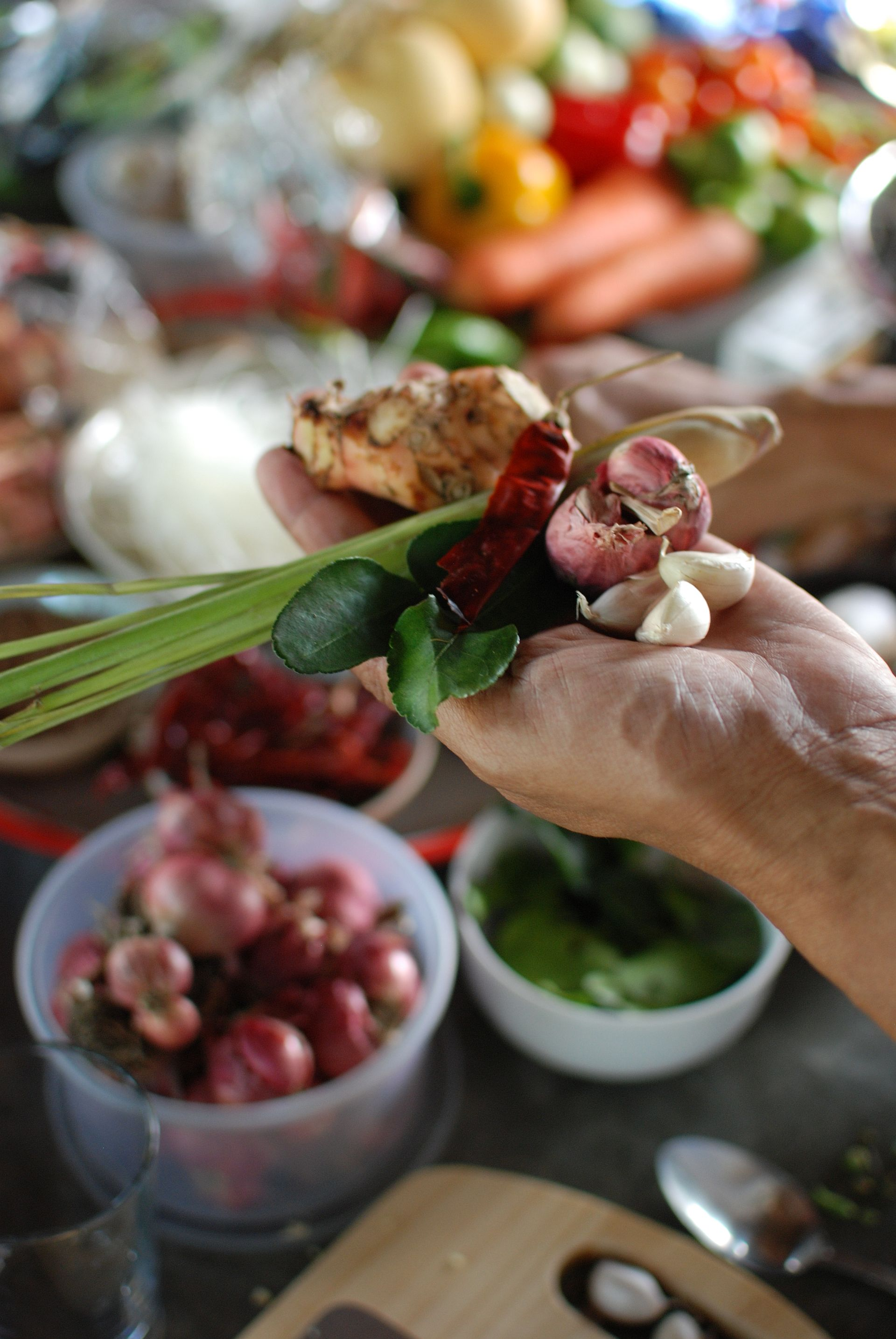
制作咖喱酱的部分原料

红咖喱是一道泰国菜。由椰浆放入红咖喱酱中烹煮并添加肉类（例如鸡肉、牛肉、猪肉、鸭肉、虾）或素蛋白（例如豆腐）制成。

## 红咖喱酱
传统的泰式红咖喱酱通常用石臼和杵制作，并且在制作过程中要终保持湿润。咖喱酱中的红色来自干红辣椒。咖喱酱的主要原料包括干红辣椒、大蒜、火葱、高良姜、虾酱、盐、泰国青柠叶、芫荽根、芫荽籽、孜然籽、胡椒和香茅。如今市场上可以买到大量生产的泰式红咖喱酱，也有一些品牌将其装在瓶子或罐子中出售。

## 配料及制作
将制作好的红咖喱酱放入平底锅中，加入食用油和椰奶烹煮。然后将肉类切成小块放入咖喱酱中。不同品种的肉类都可以做成红咖喱，例如鸡肉、牛肉、猪肉、虾、鸭肉，甚至是青蛙和蛇肉等异国风情的肉类。不过最常见的是鸡肉、猪肉和牛肉。常见的配料有鱼露、糖、碎泰国青柠叶、泰国茄子、竹笋和泰国罗勒(bai horapha)。
也可以用豆腐、素肉或南瓜等素食代替动物蛋白做成伪素食。因为红咖喱酱中含有虾酱，所以用素食代替肉类并不能使这道菜成为真素食。不过也有纯素的红咖喱酱可供选择。
这道菜的稠度通常像汤一样，盛在碗中配米饭吃。
红咖喱也是很多菜肴的主要调味料，比如鱼饼和清迈香肠。